# Wrześniowe Perseidy
Wrześniowe Perseidy (SPE) – rój meteorów aktywny od 5 do 21 września. Jego radiant znajduje się w gwiazdozbiorze Perseusza. Maksimum roju przypada na 10 września. Jego aktywność jest określana jako średnia, a obfitość roju wynosi 5 meteorów/h. Prędkość w atmosferze meteorów tego roju jest bardzo duża (66 km/s).